# La Chapelle-d'Armentières
La Chapelle-d'Armentières (Nederlands: Armentiers-Kapelle) is een Franse gemeente in het Noorderdepartement (Frans: département du Nord) in de regio Hauts-de-France. De gemeente telde op 1 januari 2022 8.782 inwoners en maakt deel uit van het arrondissement Rijsel.

## Geschiedenis
De plaats was vroeger een deel van de stad Armentières "extra-muros". Op kerkelijk gebied trokken de bewoners hier naar de Chapelle Notre-Dame du Vieil Biez buiten de stadsmuren. Op het eind van het ancien régime werden de gemeente gecreëerd en het gebied werd administratief afgesplitst van de stad Armentières als de afzonderlijke gemeente Armentières-Paroisse, later Armentières-Campagne genoemd. Deze zelfstandigheid was echter van korte duur, want in 1794 werd de gemeente weer bij Armentières gevoegd. De bewoners bleven zich echter tegen deze aanhechting verzetten en in 1820 werd de gemeente weer zelfstandig onder de naam La Chapelle-d'Armentières. De kapel werd in 1821 een parochiekerk, gewijd Sint-Vedastus.
In 1854 werd een deel van het grondgebied afgesplitst om met een eveneens afgesplitst stuk grondgebied van buurgemeente Erquinghem-Lys de nieuwe gemeente Bois-Grenier te vormen. In 1861-1863 werd de huidige Eglise Saint-Vaast opgetrokken. In 1864 werd Wez-Macquart een parochie en ook hier werd een kerk opgetrokken.
In 1911 werd de wijk La Choque een parochie. In de Eerste Wereldoorlog liep het front door La Chapelle-d'Armentières en werd de gemeente verwoest. In 1990 werden de drie parochies in de gemeente verenigd in de parochie Notre-Dame de L'Espérance

## Geografie
De oppervlakte van La Chapelle-d'Armentières bedroeg op 1 januari 2022 10,34 vierkante kilometer; de bevolkingsdichtheid was toen 849,3 inwoners per km². De gemeente ligt net ten zuiden van de stad Armentières. Centraal ligt het centrum (Le Bourg) van de gemeente. In het zuidoosten, op de grens met Capinghem ligt het gehucht Wez-Macquart en in het noordwesten, tegen Armentières aan ligt de wijk La Choque.

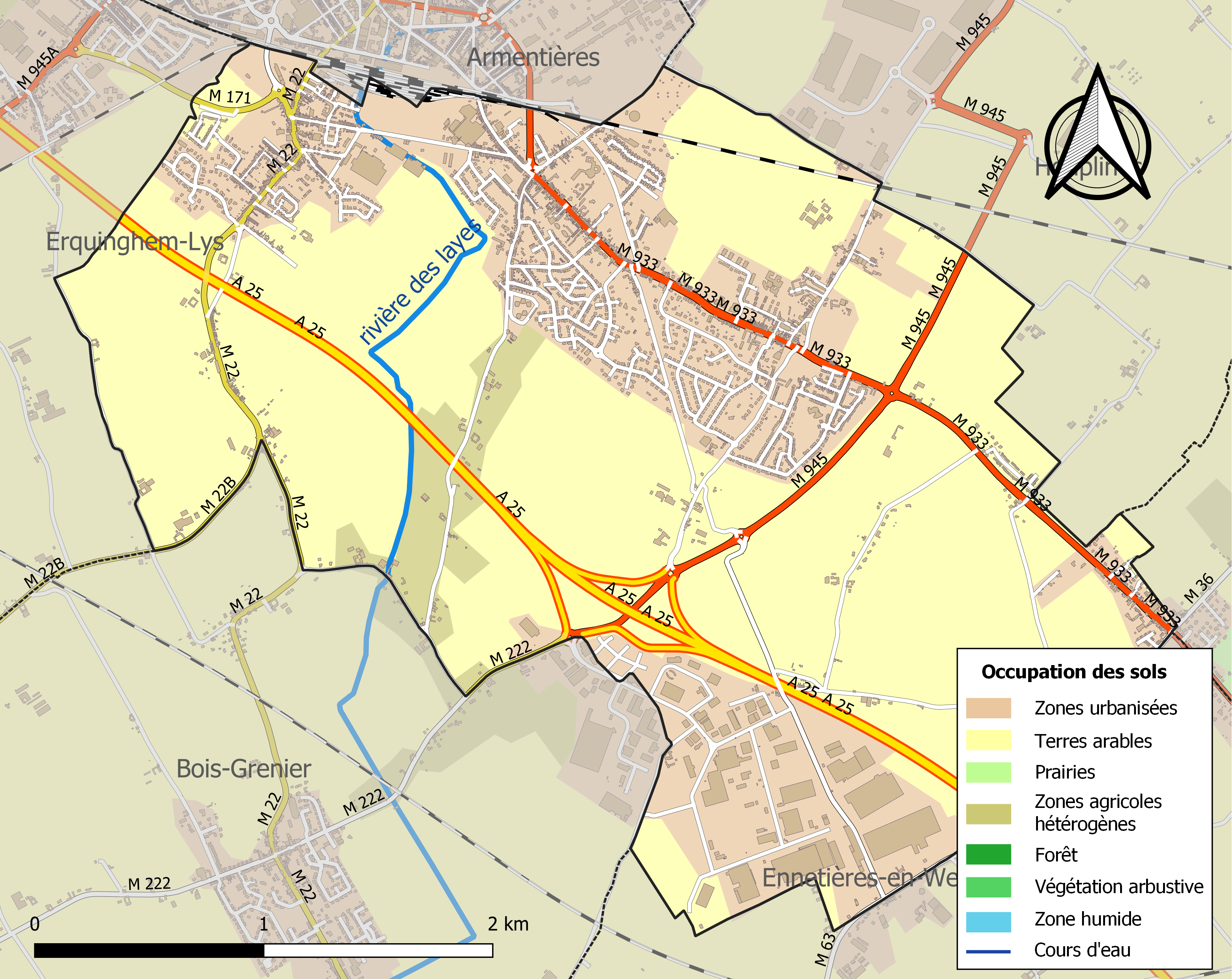
Kaart van de gemeente met belangrijkste infrastructuur, bodemgebruik en omliggende gemeenten

## Bezienswaardigheden
- De Eglise Saint-Vaast in het centrum
- De Eglise de l'Immaculée Conception in Wez-Macquart
- De Eglise Notre-Dame de Lourdes in La Choque
- In de gemeente bevinden zich verschillende Britse militaire begraafplaatsen uit de Eerste Wereldoorlog:
  - Chapelle-d'Armentieres New Military Cemetery
  - Chapelle-d'Armentieres Old Military Cemetery
  - Desplanque Farm Cemetery
  - Ration Farm Military Cemetery
  - X Farm Cemetery
  - Ook op de gemeentelijke begraafplaats van La Chapelle-d'Armentières liggen meer dan 60 Britse oorlogsgraven.

## Demografie
Onderstaande figuur toont het verloop van het inwonertal (bron: INSEE-tellingen).

## Verkeer en vervoer
Door de gemeente loopt de autosnelweg A25/E42, die er een op- en afrit heeft.